# Yuling
Yuling (清裕陵; Qīng Yùlíng, 'dalgraven') är ett mausoleum från den manchurisk/kinesiska Qingdynastin (1616–1911) där kejsar Qianlong är begravd. Yuling är en del i gravkomplexet Östra Qinggravarna 25 km väster om Zunhua i Hebeiprovinsen i Kina och ungefär 115 km öster om Peking. Yuling är den mest storslagna av Qingdynastins kejseliga gravar. I graven är även kejsarinnorna Xiao Xian och Ulanara, och de tre konkubinerna Huixian, Zhemin och Shujia begravda.
Yuling är sedan år 2000 tillsammans med de övriga Ming- och Qingdynastins kejserliga gravar listade som världsarv.

## Historia
Kejsar Qianlong regerade Qingdynastin 1735 till 1796 och avled 1799. 1742 valde kejsar Qianlong ut platsen för sin grav, och byggnationen av Yulin startades 10 februari 1743 under kejsarens 8:e år som regent. Uppförandet tog 17 år och graven var färdigställd ca 1760. Kostnaden för uppförandet blev 2 030 000 tael silver.

### Plundringen
Efter att Qingdynastin fallit under Xinhairevolutionen 1911 styrdes Kina av flera krigsherrar. En av dem var Sun Dianying som i juli 1928 plundrade Yuling. Sun Dianying sprängde sig ner till de underjordiska kamrarna och de fyra portarna bröts upp. Kistorna till kejsaren och de två kejsarinnorna öppnades, och nästan allt gravgods blev stulet. Många av de stulna föremålen har aldrig hittats. Östra Qinggravarna plundrades även flera gånger efter Sun Dianyings plundring.

## Utförande

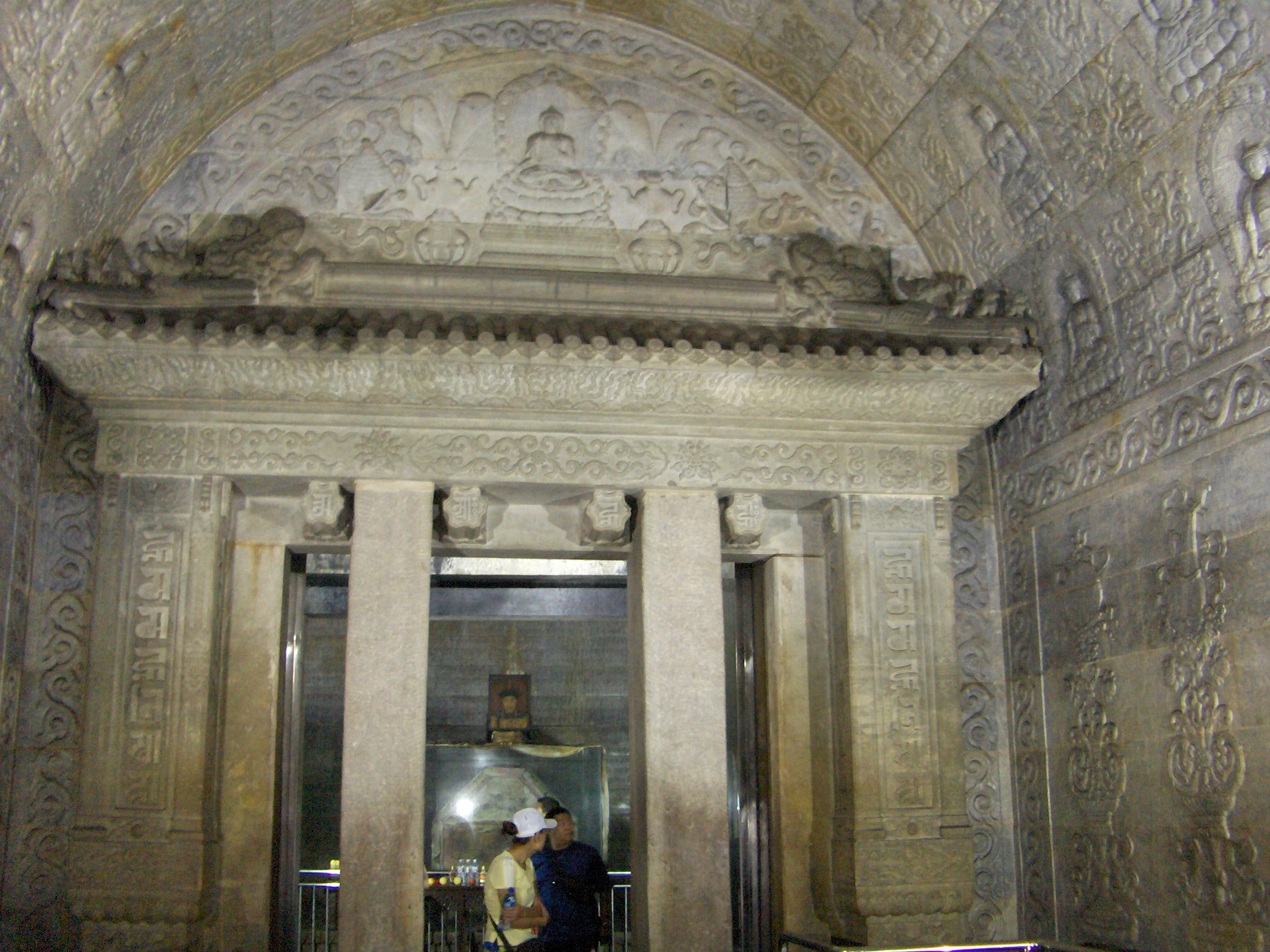
Sista porten i det underjordiska palatset in till kammaren där kejsar Qianlongs gravkista ligger.

Yuling upptar mer är 460 000 m² och består av en mängd byggnadsverk. Utmärkande byggnationer i Yuling är processionsvägen, de åtta paren med stenstatyer, femspannsbron, de tre jadebroarna, dekorerade valvporten, long'enpalatset och meritstenspaviljongen,
Det underjordiska palatset där de gravsatta vilar är 54 meter djupt och upptar 372 000 m² och består av tre kammare och fyra portar. Det underjordiska palatset i Yuling är ojämförligt mest storslaget bland Qingdynastins kejsargravar. Kamrarna är fyllda med buddhistisk konst, inskription i sanskrit och tibetanska såsom Buddhismens tre tidsåldrar, De fem dhyanibuddhorna, Åtta bodhisattvar, Fyra himmelska kungar, lejon, musikinstrument och blommor. Dessa graveringar är i sin genre de bästa exemplaren som hittills har hittats, och det underjordiska palatset kallas "stengraveringens skattkammare".
I samklang med Qingdynastins ökade välstånd under Qinalongs regeringstid byggdes Yuling storslaget och påkostat.
Väster om Yuling ligger 36 av kejsarens konkubiner begravda.

## Galleri

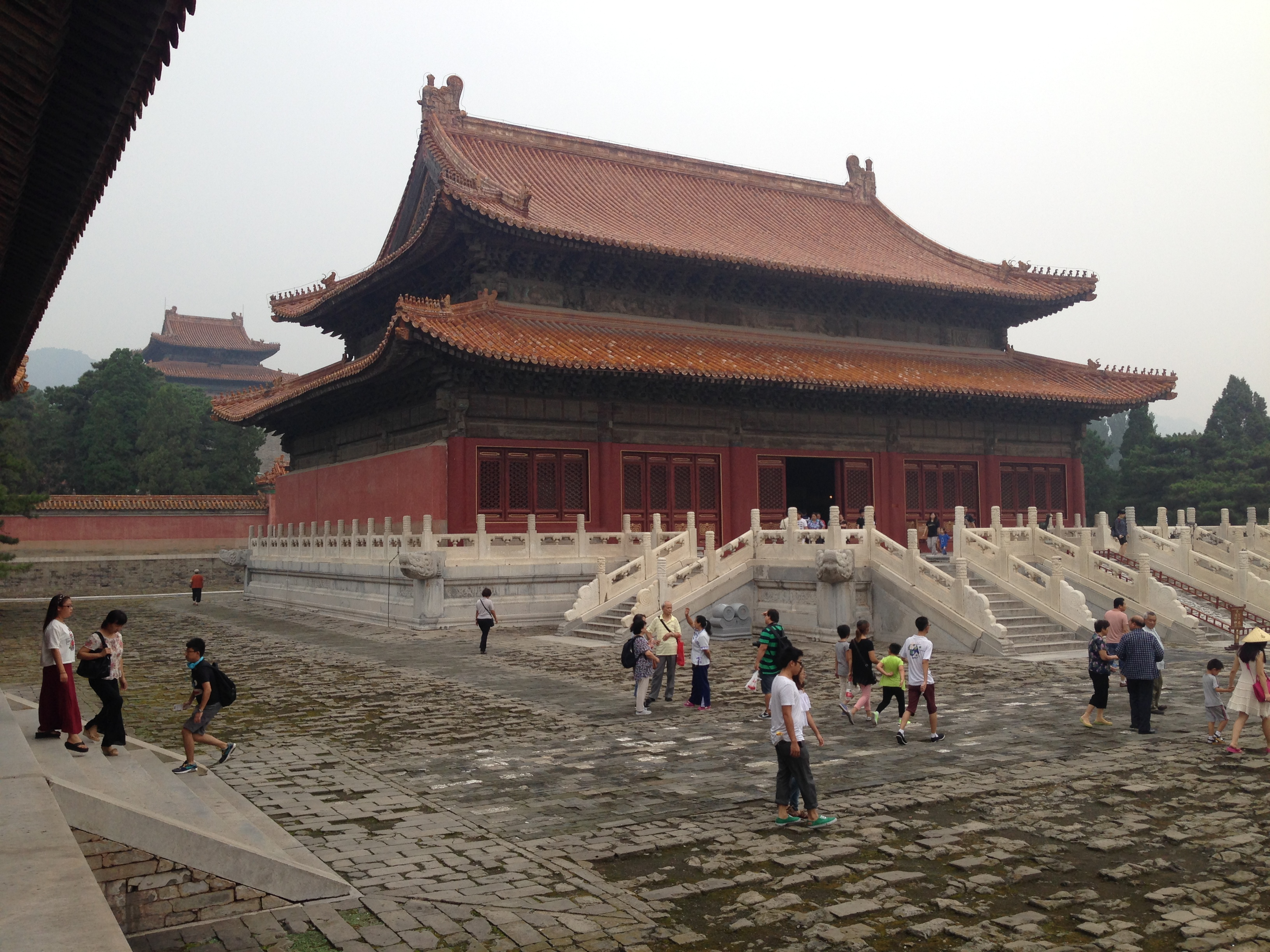
Long'enpalatset
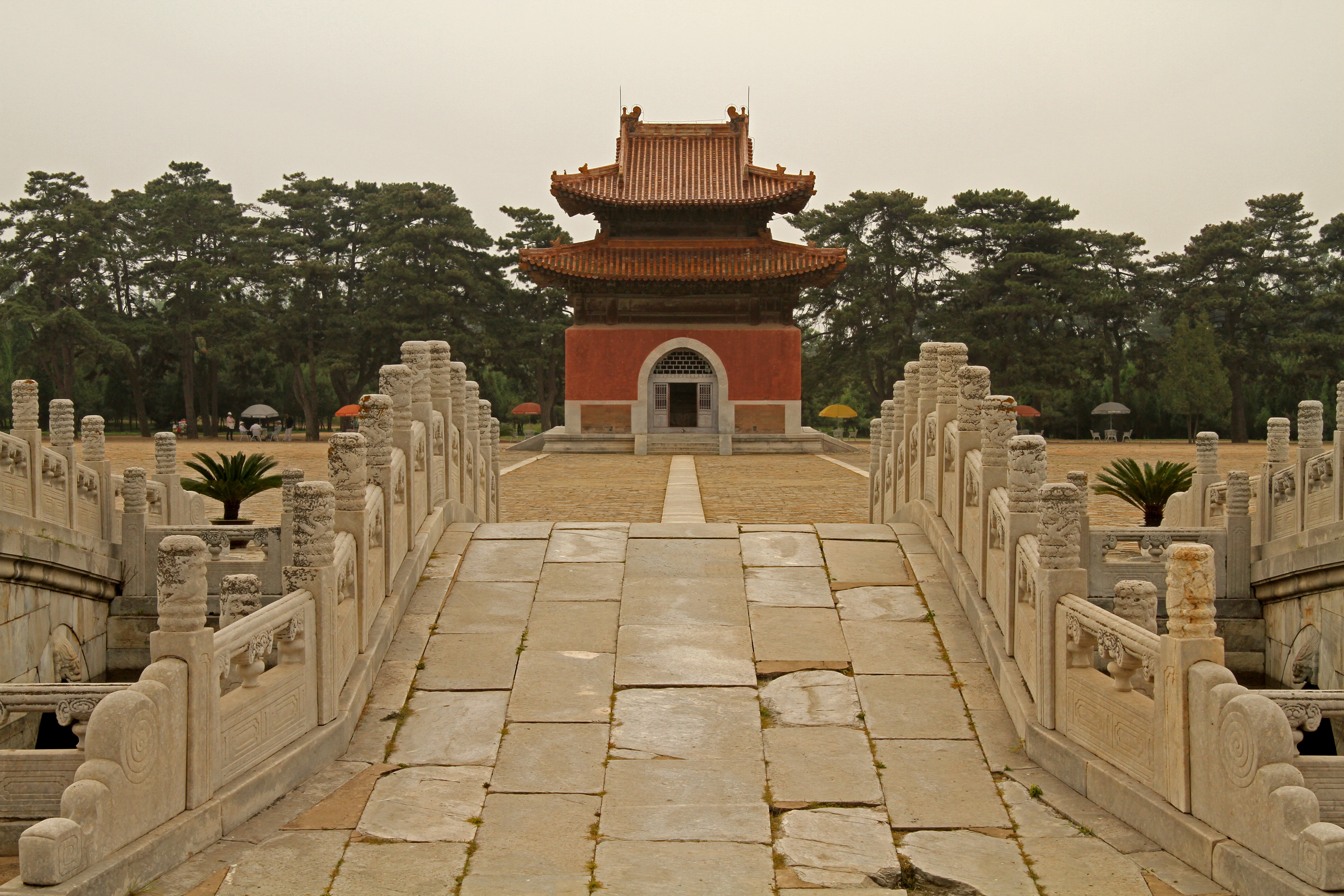
Meritstenspaviljongen
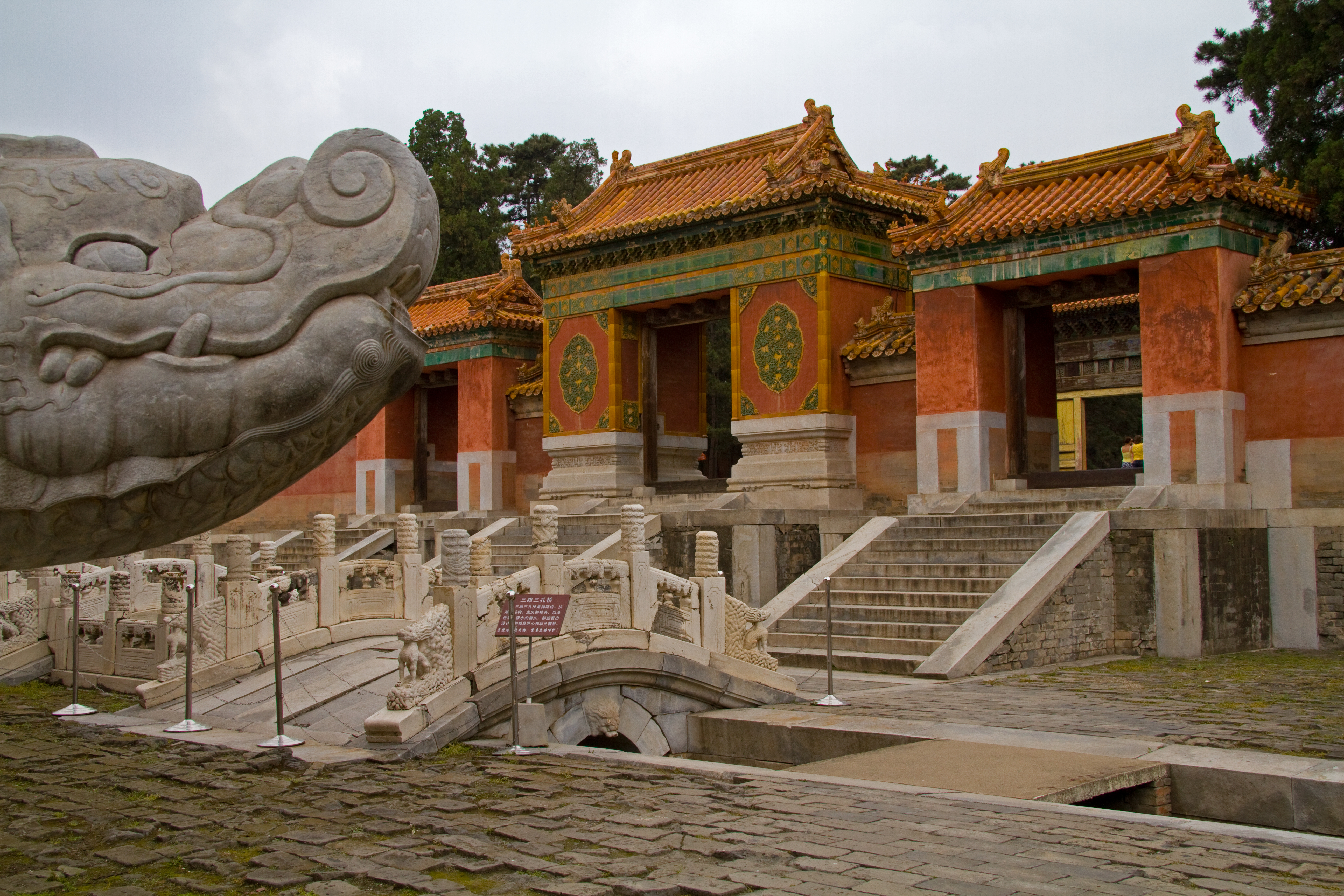
Dekorerade valvporten
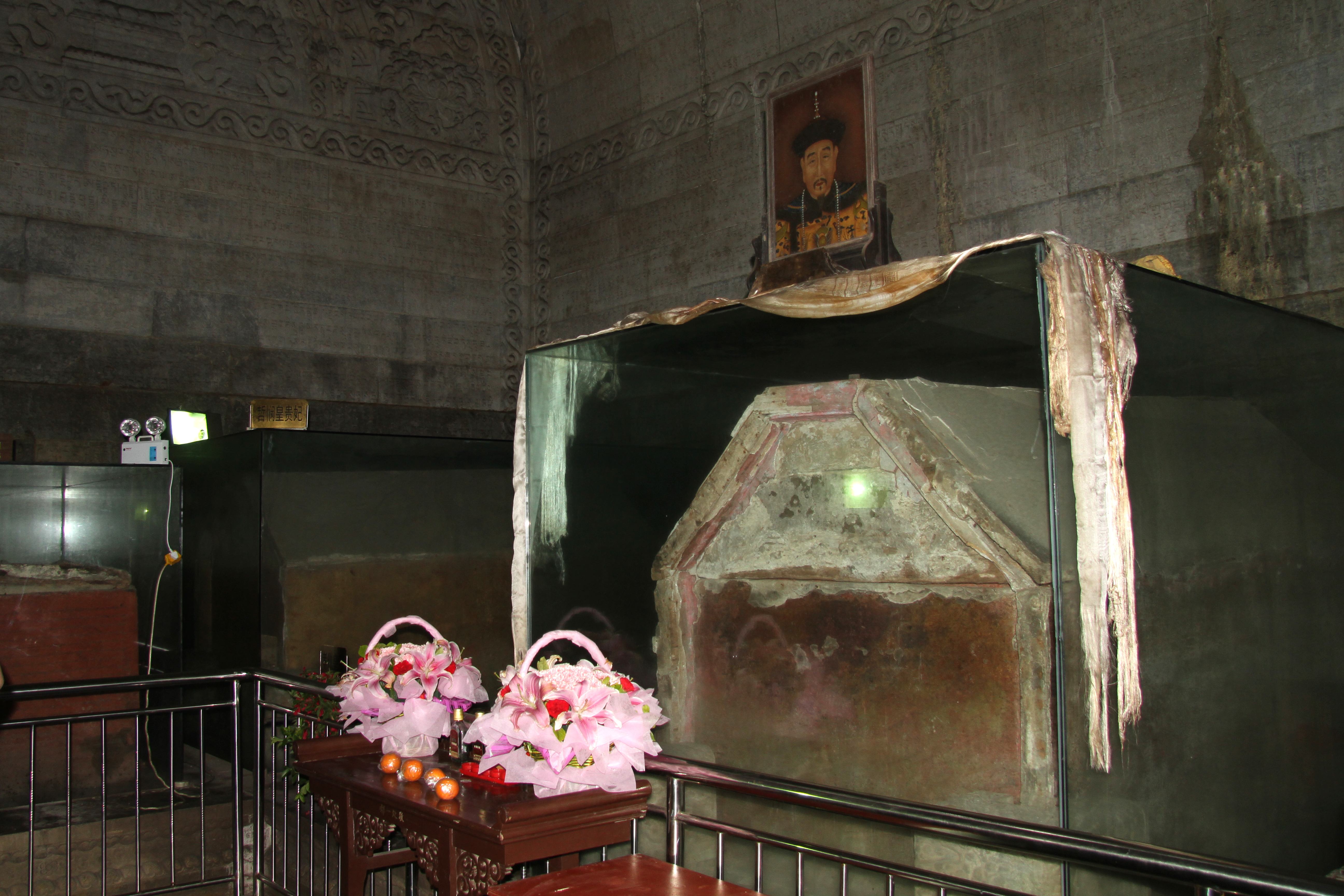
Kejsar Qianlongs gravkista  i det underjordiska palatset
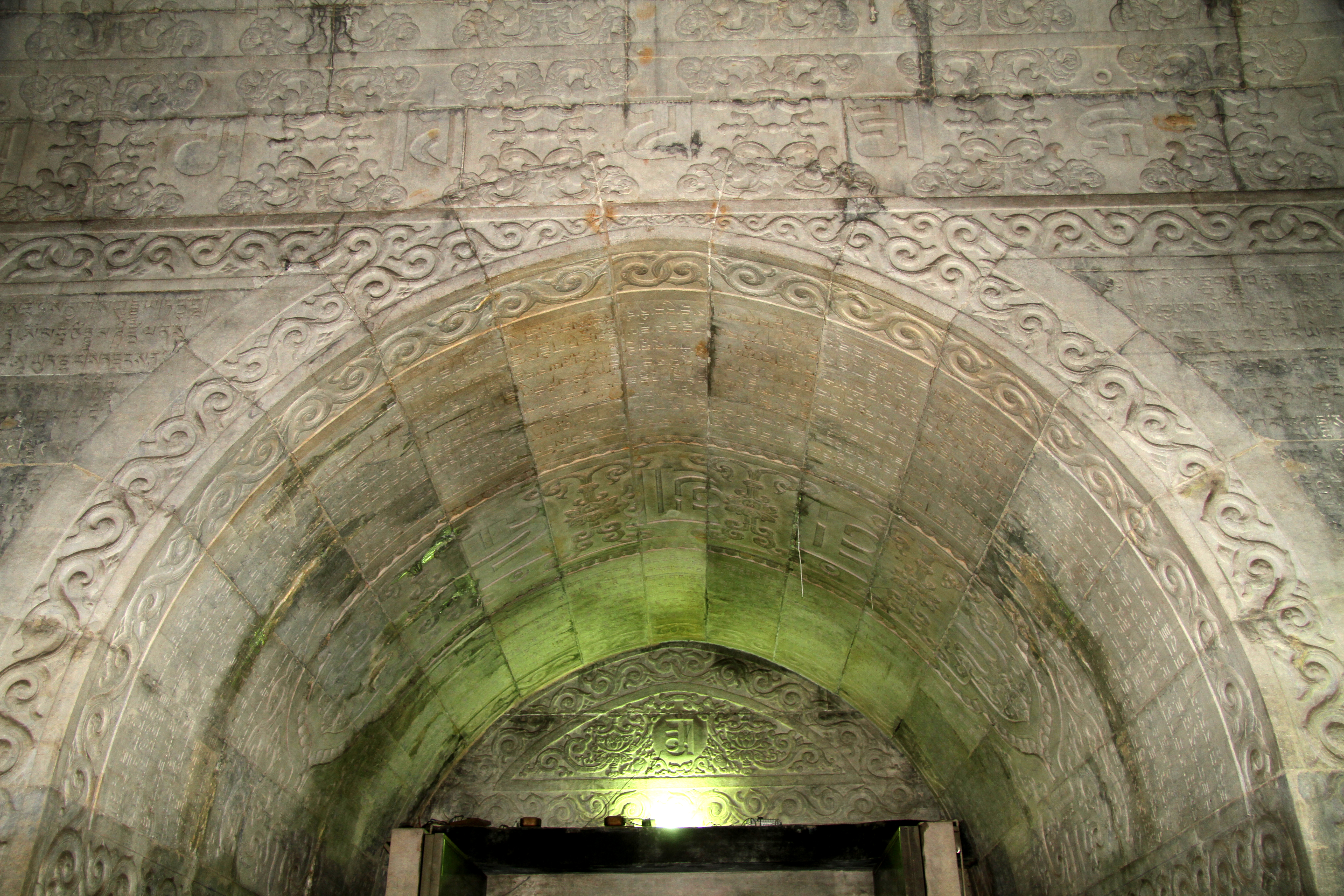
Inskriptioner i det underjordiska palatset